# Im Yong-myong
Im Yong-myong (ur. 5 stycznia 2002) – północnokoreański skoczek do wody, wicemistrz świata, olimpijczyk z Paryża 2024.
Na arenie międzynarodowej zadebiutował na Mistrzostwach Świata 2024 w Dosze. Podczas ceremonii otwarcia Letnich Igrzysk Olimpijskich 2024 w Paryżu wraz z judoczką Mun Song-hui był chorążym reprezentacji Korei Północnej.

## Udział w zawodach międzynarodowych
| Impreza            | Rok  | Miejsce | Konkurencja                        | Partner(ka) | Wynik |                      |      |       |                          |   |     |
| ------------------ | ---- | ------- | ---------------------------------- | ----------- | ----- | -------------------- | ---- | ----- | ------------------------ | - | --- |
| Impreza            | Rok  | Miejsce | Konkurencja                        | Partner(ka) | Wynik | Igrzyska olimpijskie | 2024 | Paryż | wieża 10 m indywidualnie | — | 22. |
| Mistrzostwa świata | 2024 | Doha    | wieża 10 m indywidualnie           | —           | 14.   |                      |      |       |                          |   |     |
| Mistrzostwa świata | 2024 | Doha    | wieża 10 m synchronicznie mężczyzn | Ko Che-won  | 8.    |                      |      |       |                          |   |     |
| Mistrzostwa świata | 2024 | Doha    | wieża 10 m synchronicznie mikstów  | Jo Jin-mi   | 02 !  |                      |      |       |                          |   |     |
| Mistrzostwa świata | 2024 | Doha    | konkurs drużynowy                  | —           | 7.    |                      |      |       |                          |   |     |